# كانديلو
كانديلو (بالإيطالية: Candelo)‏ هي بلدية في مقاطعة بييلا في إقليم بييمونتي في إيطاليا.

## السكان
في سنة 1861 بلغ عدد السكان 2٬417 نسمة، وتطور العدد ليصل في سنة 2011 لـ 7٬952 نسمة.
يظهر هذا المخطط البياني تطور النمو السكاني لـ كانديلو